# Elisabeth Marcus
Elisabeth Marcus, död 1719, var en svensk företagare. 
Elisabeth Marcus var dotter till bagaråldermannen Anders Marcus i Göteborg, gift 1662 med Daniel Joensson Ekman (1632-1695), och mor till sönerna Peter I Ekman och Anders Ekman. 
Hon tycks ha ägnat sig åt affärsverksamhet så tidigt som 1662, eftersom det finns dokumenterat att hon sålde varor genom export från Göteborg det året, men som gift kvinna var hon omyndig och hennes eventuella affärsverksamhet osynlig fram till att hon efter makens död blev myndig och därmed själv kunde stå för sina affärer med eget namn. 
Vid sin makes död 1695 övertog hon sin makes järnhandel i Vänersborg. Hon exporterade järn till Göteborg och uppnådde stor framgång. Hon var år 1705 en av de största järnhandlarna i Vänersborg med 7 514 skeppund järn transiterat via järnvägen i Vänersborg under ett år när den totala mängden järn som vägdes i Vänersborg var 16 622 skeppund. Hennes söner och svärson Bengt Haller drev sina egna separata järnexportfirmor, och tillsammans med dem stod hon för 23,8 procent av Vänersborgs järnexport det året. Hon ägde även ett sågverk vid Trollhättefallen. 
Hennes firma ärvdes av hennes son Peter Ekman och övertogs därefter av hans änka Regina Lind. 